# Liviu Tofan
Liviu Tofan (n. 1948, București) este un jurnalist român, care a lucrat la secția română a postului Radio Europa Liberă. A fost unul dintre cofondatorii Radio Total.

## Biografie
Liviu Tofan a studiat filologia (cu specializarea germană-engleză) la Universitatea din București. În 1973 a emigrat în Germania. A fost ințial redactor de știri, apoi a deținut din 1980 șefia redacției de știri, buletinele de știri fiind emisiunea cea mai urmărită a postului. Ulterior a ajuns director adjunct al secției române.
După Revoluția din 1989, începând din 1991, a condus biroul din România al postului. În 1994, Radio Europa Liberă/Radio Liberty a decis mutarea sediului de la München la Praga, iar Tofan s-a decis să trăiască în România. Din 2008 este director al Institutului Român de Istorie Recentă (IRIR).

## Scrieri
- A patra ipoteză: anchetă despre o uluitoare afacere de spionaj, Iași: Editura Polirom, 2012, ISBN 9789734630783
- Șacalul securității: teroristul Carlos în solda spionajului românesc, Iași: Editura Polirom, 2013, ISBN 9789734634408
- Ne-au ținut în viață. Radio Europa Liberă 1970-1990, București: Editura Omnium, 2021, ISBN 9786069519752